# Phonexay Phachanxay
Phonexay Phachanxay (ur. 12 września 1989) – laotański zapaśnik walczący w stylu wolnym.
Zajął dwunaste miejsce na igrzyskach azjatyckich w 2014.
Złoty medalista igrzysk Azji Południowo-Wschodniej w 2013 i brązowy w 2009 i 2021 roku.